# Пайасская епархия
Пайасская епархия Киликийского патриархата Армянской Апостольской церкви (арм. Հայ Առաքելական եկեղեցու Կիլիկիայի պատրիարքության Բայասի թեմ) — упразднённая после Геноцида армян 1915 года епископская епархия Армянской Апостольской церкви в составе Киликийского патриархата с центром в городе Паяс.
В юрисдикцию Пайасской епархии входил Берекетдагский санджак Османской империи. По данным на 1911 год количество верующих Армянской Апостольской церкви — 11.000, общин — 25. 
Епархия имела 11 церквей.